# Heinrich Voltmann
Heinrich Voltmann (* 1. April 1830 in Kattenstroth; † 15. Juli 1909 in Klausen) war ein deutscher Orgelbauer.

## Leben
Heinrich Voltmann war ein Sohn von Heinrich Christoph Voltmann und dessen Ehefrau Anna Margarete, geborene Meyer to Berenz. Wann und wo genau Voltmann das Orgelbauhandwerk erlernte, ist nicht bekannt. Jedoch wird angenommen, dass er als Orgelbaugeselle auf der Walz um 1850 nach Klausen kam, um dort den bereits begonnenen Neubau der Orgel in der Klausener Wallfahrtskirche fertigzustellen. Hier lernte er nicht nur den Orgelbauer Meinolph Knaup (1824–1858), bei dem er sich niederließ, kennen, sondern auch mit einiger Sicherheit den zu dieser Zeit marktführenden Orgelbauer Heinrich Wilhelm Breidenfeld, bei dem Knaup 1848 noch als Gehülfe gearbeitet hatte. In der Orgelwerkstatt Knaups vollendete Voltmann 1852 die Orgel für die Klausener Wallfahrtskirche für einen Betrag in Höhe von 2589 Talern.
Nach dem frühen Tod von Meinolph Knaup 1858 übernahm Voltmann dessen Werkstatt und machte sich selbstständig. 1880 erwarb er das Haus in Klausen, in dem sich die Werkstatt befand. Die Werkstatt von Heinrich Voltmann führte neben Wartungs- und Reparaturarbeiten auch zahlreiche Orgelneu- und -umbauten aus, von denen im Zeitraum von 1865 bis um 1900 ca. 20 nachgewiesen werden konnten. Um 1890 kam der Orgelbaugeselle Anton Turk aus Kostreinitz in der Untersteiermark in den Wallfahrtsort Klausen und wurde Mitarbeiter in Voltmanns Orgelbauwerkstatt. Bis zum Tode Voltmanns im Jahre 1909 führten beide den Betrieb gemeinsam. Später führte Turk die Orgelbauwerkstatt alleine weiter.

## Orgeln
Voltmann baute ausschließlich ein- oder zweimanualige Schleifenladenorgeln mit mechanischer Spiel- und Registertraktur. Auffallend war, dass er bei der Disposition im Normalfall auf Terz oder terzhaltige Mischungen verzichtete.

## Werke (Auswahl)
Folgende Arbeiten konnten bisher nachgewiesen werden:
| Jahr    | Ort               | Kirche                             | Bild           | Manuale | Register | Bemerkungen |
| ------- | ----------------- | ---------------------------------- | -------------- | ------- | -------- | --- |
| 1852    | Klausen           | Wallfahrtskirche Maria Heimsuchung |                | II/P    | 22       | Vollendung der von Meinolph Knaup begonnenen Orgel |
| 1861    | Irsch             | St. Georg und St. Wendelinus       |                | I/P     | 13       | Arbeiten an der Orgel von Roman Benedikt Nollet 1763/65, 1978 Restaurierung durch Oberlinger                                                             |
| 1865    | Kröv              | St. Remingus                       |                | II/P    | 23       | |
| 1867    | Beilstein (Mosel) | Karmeliterkirche St. Josef         |                | II/P    | 17       | Umbau/Erweiterung der Orgel von Balthasar König 1738, 2001 restauriert durch Hubert Fasen → Orgel                                                        |
| 1867    | Ürzig             | St. Maternus                       |                | II/P    | 21       | Erweiterung/Neubau, erhalten |
| 1868    | Bad Bertrich      | Katholische Kirche St. Peter       |                | I/P     | 13       | Neubau, 1975 in Neubau von Oberlinger integriert |
| 1868    | Ernst             | Kath. Pfarrkirche St. Salvator     |                | II/P    | 20       | Neubau, erhalten, 1908 Klangumbau durch Anton Turk, 1960 Klangumbau durch Hubert Elsen (1933–2003), 1981 Reinigung durch Oberlinger                      |
| 1869    | Valwig            | Katholische Pfarrkirche St. Martin |                | II/P    | 21       | Neubau, erhalten |
| 1870(?) | Kues              | St. Brictius                       |                |         |          | Umbau der Stummorgel von 1830 (II/18), 1885 erweitert auf II/20                                                                                          |
| 1870    | Wehlen            | St. Agatha                         |                | II/P    | 18       | Neubau, erhalten |
| 1875    | Illingen          | St. Stephan                        |                | II/P    | 24       | Erweiterung der Stumm-Orgel (1849, II/20) |
| 1879    | Pünderich         | Maria Himmelfahrt                  |                |         |          | Umbau der Orgel von Heinrich und Carl Stumm (1813/1815), 1959 Umbau durch Hubert Elsen                                                                   |
| 1879    | Ulmen             | St. Matthias                       |                | I/P     | 11       | Neubau |
| 1880    | Traben-Trarbach   | St. Nikolaus                       |                | I/P     | 11       | |
| 1884    | Bernkastel        | St. Michael                        |                | II/P    | 21       | Neubau, Vorgängerorgel Nollet 1745, Kriegsschäden 1945, ersetzt durch Neubau von Klais 1955, III/P/32, wobei das Schwellwerk von Voltmann erhalten blieb |
| 1885    | Hontheim          | St. Margaretha                     |                | I/P     | 14       | Neubau, erhalten |
| 1890    | Lieser            | St. Peter                          | Voltmann-Orgel | II/P    | 17       | Neubau gemeinsam mit Anton Turk, erhalten, 1994 restauriert durch Weimbs                                                                                 |
| 1890    | Maring            | Sankt Remigius                     |                | II/P    | 17       | Neubau gemeinsam mit Anton Turk, erhalten |
| 1890    | Monheim           | St. Gereon (Monheim)               |                |         |          | Neubau |
| 1893    | Hentern           | St. Georg                          |                | I/P     | 9        | Neubau, erhalten, 2005 restauriert durch Hugo Mayer |
| 1893    | Minheim           | St. Johannes der Täufer            |                | I/P     | 8        | Neubau, erhalten |
| 1894    | Mörsdorf          | St. Castor                         |                | II/P    | 19       | Neubau mit Kegelladen, Vorgängerorgel Stumm 1837/38, Orgel in den 1920er oder 1930er Jahren pneumatisiert durch Peter Klein                              |
| 1895    | Simmern           | St. Josef                          |                | II/P    | 21       | Neubau, Vorgängerorgel von Stumm 1753 |
| 1897    | Moselkern         | St. Valerius                       |                | II/P    | 14       | Neubau, 1945 durch Kriegseinwirkung zerstört, 1949 Neubau von Sebald/Trier (II/P/18)                                                                     |
| 1904    | Üdersdorf         | St. Bartholomäus                   |                | I/P     | 8        | Neubau gemeinsam mit Anton Turk |
| 1906    | Arzheim           | St. Aldegundis                     |                | II/P    | 18       | Neubau |

## Familie
Heinrich Voltmann war mit Anna Maria, geb. Becker, verheiratet. Ihre gemeinsame Tochter Catharina Voltmann wurde am 4. Mai 1866 in Klausen geboren und heiratete später Anton Turk.